# خداوند الموت
خداوند الموت کتابی است نوشتهٔ نویسنده‌ای فرانسوی به نام پل آمیر و ترجمهٔ فارسی ذبیح‌الله منصوری. ادعای ترجمه این کتاب به دلیل اقتباس‌های نادرست مترجم مورد انتقادهای زیادی قرار گرفته‌است.

## نقدها
نقدهای متعددی به این کتاب (به‌طور خاص، به ترجمهٔ فارسی کتاب) وارد شده‌است. برخی نقدها در مورد درستی محتوای آن هستند. برای نمونه در مورد قتل خواجه نظام‌الملک در کتاب خداوند الموت می‌خوانیم:
«وقتی محمد طبسی به نهاوند رسید به او گفتند خواجه در شکارگاه است و او به قرق رفت و تقاضای ملاقات کرد. در محضر خواجه وی ناگهان دید که یکی از دو غلام‌بچه با خنجر به وی حمله کرد و او را به قتل رساند.»
اما در واقع خواجه نظام‌الملک در شب جمعه دوازدهم ماه رمضان سال ۴۸۵ هجری قمری در راه بغداد در محلی به نام صحنه توسط یک از فدائیان حسن صباح به نام بوطاهر ارانی به قتل رسیده‌است. فاصله ی نهاوند تا شهر صحنه حدود 80 کیلومتر است.
از سویی دیگر، برخی منتقدان معتقدند که نویسنده‌ای به نام «پل آمیر» در تاریخ فرانسه وجود نداشته و خداوند الموت تماماً زاییدهٔ ذهن منصوری است. همچنین از محمدعلی امیرمعزی نیز نقل شده که این کتاب در اصل یک مقاله بوده که «ملحقات خود منصوری آن را به صورت آن کتاب قطور درآورده است».